# Термінал ЗПГ Аліага (Etki)
Термінал ЗПГ Аліага (Etki) –  інфраструктурний об’єкт для імпорту зрідженого природного газу (ЗПГ), розташований за чотири десятки кілометрів на північний захід від Ізміра.
Хоча Туреччина має змогу імпортувати природний газ трубопровідним транспортом одразу з кількох джерел (Ірану, Росії, Азербайджану), вона також розвиває інфраструктуру імпорту ЗПГ. Зокрема, компанія Etki Liman İşletmeleri Doğalgaz İthalat ve Ticaret (належить будівельним групам Kolin та Kalyon) створила термінал у Аліага, який став третім за часом спорудження та першим, для якого обрали варіант плавучого регазифікаційного терміналу, що потребує менше капітальних інвестицій та часу на створення (можливо відзначити, що в тому ж районі діє стаціонарний термінал Аліага, який належить компанії Egegaz).
Для обслуговування плавучої установки зі зберігання та регазифікації (FSRU) термінал має причал Т-подібної форми, який виступає від узбережжя на 415 метрів. Глибини біля причале дозволяють приймати ЗПГ-танкери класу Q-flex (217 тис м3).
Регазифікована продукція подається до турецької газотранспортної системи по перемичці довжиною 14 км та діаметром 900 мм (можливо відзначити, що Ізмір сполучений з іншими районами країни за допомогою трубопроводів Ізмір – Бурса та Ізмір – Кайсері).
Термінал почав роботу у грудні 2016 року з використанням плавучої установки GDF Suez Neptune, яка була здатна регазифікувати 21 млн м3 на добу та мала резервуари для зберігання ЗПГ загальним об’ємом 145 тис м3. 
В 2019 році термінал почав використовувати більш потужну установку Turquoise P, яка має потужність з регазифікації у 28 млн м3 на добу та може зберігати 166,6 тис м3 ЗПГ.
З початку роботи та по листопад 2020-го (тобто за 4 роки) плавучий термінал у Аліага прийняв 127 партій ЗПГ, які надійшли від 20 заводів у дев’яти країнах, та подав до ГТС 11 млрд м3 регазифікованої продукції.